# Lewica

Czerwony sztandar – symbol różnego rodzaju ruchów lewicowych

Lewica – określenie pochodzące z okresu rewolucji francuskiej, używane w odniesieniu do ruchów żądających zmian polityczno-ustrojowych, społecznych i gospodarczych. Głównym założeniem lewicy jest dążenie do równości społecznej, egalitaryzmu, często w opozycji do hierarchii społecznej.
Polityka lewicowa zazwyczaj obejmuje troskę o tych w społeczeństwie, których jej zwolennicy postrzegają jako pokrzywdzonych w stosunku do innych, a także przekonanie, że istnieją nierówności, które należy zmniejszyć lub zlikwidować. Według emerytowanego profesora ekonomii Barry’ego Clarka, lewicowi zwolennicy „twierdzą, że rozwój ludzki kwitnie, gdy jednostki angażują się w oparte na współpracy oraz wzajemnym szacunku relacje, które mogą prosperować tylko wtedy, gdy znikną nadmierne różnice w statusie, władzy i bogactwie”.
W okresie po II wojnie światowej i do połowy lat 60. w krajach Zachodu, do postulatów lewicy należały przede wszystkim: silna rola państwa w gospodarce, rozbudowa sektora publicznego, dążenie do pełnego zatrudnienia, redystrybucja dochodu narodowego, egalitaryzm ekonomiczny, kolektywizm oraz idea silnego państwa opiekuńczego, które miałoby nieść pomoc ekonomiczną i socjalną swoim obywatelom. W Europie Wschodniej po zakończeniu II wojny światowej pojęcie lewicy utożsamiano z państwem socjalistycznym, które wiązano z autorytarną formą rządów. Tymczasem zachodnia lewica opowiadała się zdecydowanie za demokracją.

## Pochodzenie nazwy

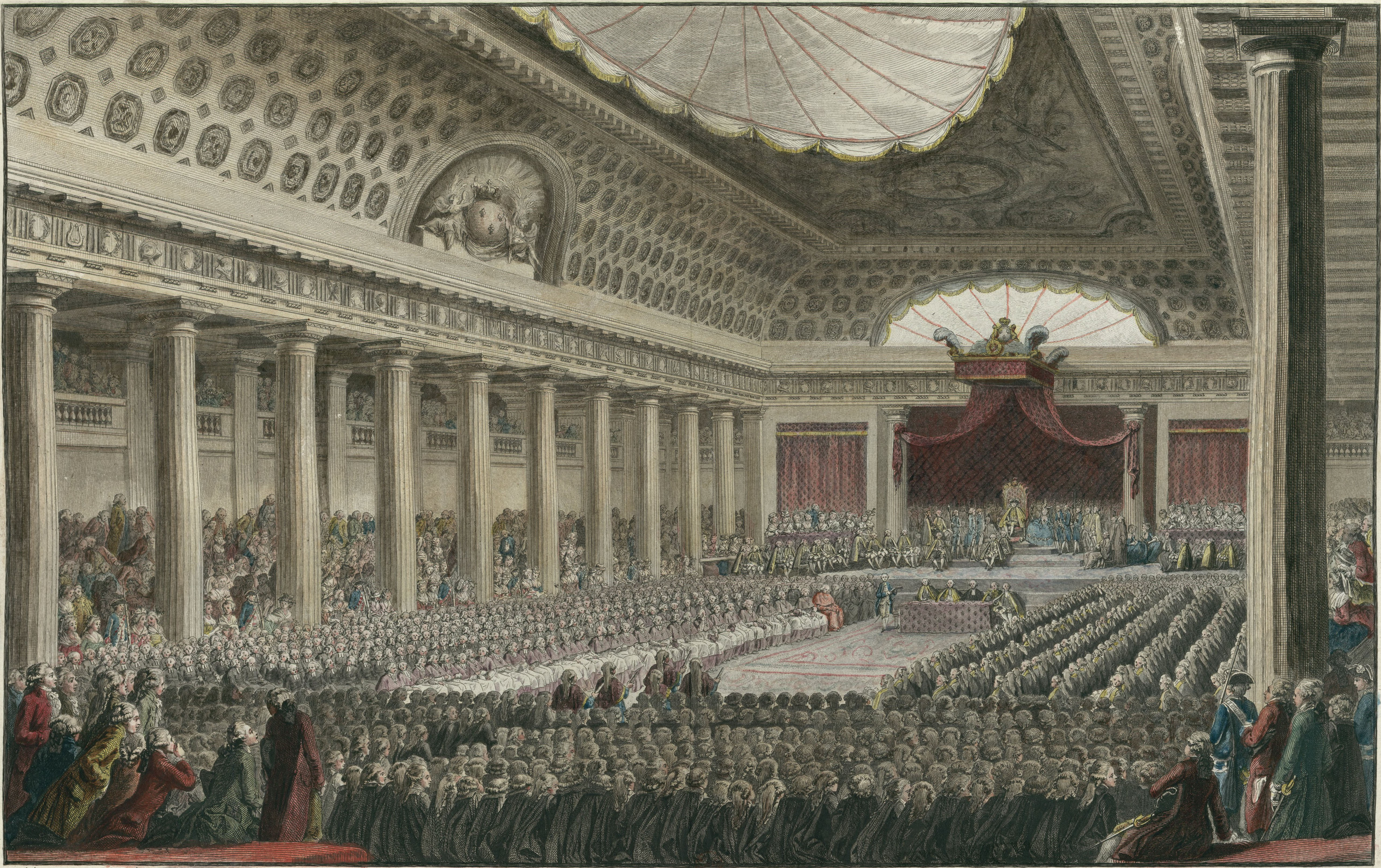
Zgromadzenie Narodowe w 1789 roku

Termin wywodzi się z okresu rewolucji francuskiej (1789), kiedy to w Zgromadzeniu Narodowym przedstawiciele szlachty, arystokracja i duchowieństwo zasiadali po prawej stronie sali, zaś po lewej politycy żądający przemian społecznych i politycznych, w tym sekularyzacji i wprowadzenia republikańskiego ustroju (lewica).
Określenie lewica przez cały XIX w. było kojarzone z ugrupowaniami republikańskimi i socjalistycznymi. Po 1830 (monarchia lipcowa) w programie lewicowej opozycji (republikanie i socjaliści) znalazły się reformy społeczne, wybory powszechne, prawo pracy oraz tworzenie państw narodowych.
Termin prawica-lewica zaczął być szerzej używany w okresie po hiszpańskiej wojnie domowej lat 30. XX wieku.

## Podział lewicy
Ideologie uważane za lewicowe różnią się znacznie w zależności od umiejscowienia okna Overtona w spektrum politycznym w danym czasie i miejscu. Pod koniec XVIII wieku, po powstaniu pierwszych liberalnych demokracji, termin lewica był używany do opisu liberalizmu w Stanach Zjednoczonych i republikanizmu we Francji, wspierając w mniejszym stopniu hierarchiczne podejmowanie decyzji, aniżeli polityka prawicowa tradycyjnych konserwatystów i monarchistów. We współczesnej polityce termin lewica zazwyczaj odnosi się do ideologii i ruchów na lewo od klasycznego liberalizmu, wspierając pewien stopień demokracji w sferze gospodarczej. Dziś ideologie takie jak socjalliberalizm są uważane za centrolewicowe, podczas gdy za lewicę uznaje się zazwyczaj ruchy antykapitalistyczne, czyli socjalizm, w tym anarchizm, komunizm, ruch robotniczy, marksizm, socjaldemokrację czy syndykalizm, które zyskały na znaczeniu w XIX i XX wieku. Ponadto termin lewica został również zastosowany do szerokiego zakresu kulturowo liberalnych ruchów społecznych, w tym ruchu na rzecz praw obywatelskich, ruchu feministycznego, ruchu na rzecz praw LGBT, ruchu na rzecz praw aborcyjnych, wielokulturowości, ruchu antywojennego i ruchu ekologicznego.

### Gospodarka

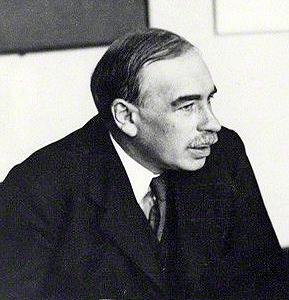
John Maynard Keynes, od którego swój początek oraz nazwę wzięła szkoła ekonomiczna keynesizmu

Lewicowe przekonania ekonomiczne rozciągają się od ekonomii keynesowskiej i państwa opiekuńczego, poprzez demokrację przemysłową i społeczną gospodarkę rynkową, po nacjonalizację gospodarki i centralne planowanie, aż do anarchosyndykalistycznego popierania idei samorządności pracowniczej opartej na radach i zgromadzeniach. Podczas rewolucji przemysłowej lewicowcy popierali związki zawodowe, natomiast na początku XX wieku wielu opowiadało się za zdecydowaną interwencją rządu w gospodarkę. Lewica poddaje krytyce wiele elementów globalizmu, uznając je za destrukcyjne i powodujące „wyścig na dno” oraz niesprawiedliwe zwolnienia i wyzysk pracowników. W ostatnim ćwierćwieczu XX w. wśród centrolewicy spadło przekonanie, że rząd (rządzący zgodnie z interesami ludu) powinien być bezpośrednio zaangażowany w codzienne funkcjonowanie gospodarki. Taka postawa obecna jest zwłaszcza wśród socjaldemokratów, którzy przyjęli trzecią drogę.
Inni lewicowcy wierzą w ekonomię marksistowską, nazwaną po niemieckim filozofie i ekonomiście Karolu Marksie. Niektórzy odróżniają teorie ekonomiczne Marksa od jego filozofii politycznej, argumentując, że podejście Marksa do rozumienia ekonomii jest niezależne od jego orędownictwa rewolucyjnego socjalizmu lub jego wiary w nieuchronność rewolucji proletariackiej. Ekonomia marksistowska zajmuje się w różny sposób analizą kryzysu w kapitalizmie, rolą i dystrybucją produktu dodatkowego i wartości dodatkowej w różnych typach systemów gospodarczych, naturą i pochodzeniem wartości ekonomicznej, wpływem walki klas na gospodarkę i politykę, a także ekonomią ewolucyjną.
Ekonomia marksistowska – zwłaszcza w środowisku akademickim – różni się od marksizmu jako ideologii politycznej, a także od normatywnych aspektów myśli marksistowskiej: odzwierciedla to pogląd, że oryginalne podejście Marksa do rozumienia ekonomii i rozwoju gospodarczego jest intelektualnie niezależne od jego własnego orędownictwa rewolucyjnego socjalizmu. Ekonomiści marksistowscy nie opierają się całkowicie na pracach Marksa i innych powszechnie znanych marksistów, ale czerpią z szeregu źródeł marksistowskich i niemarksistowskich.
Chociaż szkoła marksistowska jest uważana za heterodoksyjną, idee wywodzące się z ekonomii marksistowskiej przyczyniły się do rozwoju głównego nurtu rozumienia gospodarki globalnej. Pewne koncepcje rozwinięte w ekonomii marksistowskiej, zwłaszcza te związane z akumulacją kapitału i cyklem koniunkturalnym, zostały przystosowane do użycia w systemach kapitalistycznych; jednym z takich przykładów jest koncepcja twórczej destrukcji Josepha Schumpetera.
Marks zdefiniował proletariat jako robotników najemnych, w przeciwieństwie do lumpenproletariatu, którego zdefiniował jako wyrzutków społeczeństwa, takich jak żebracy, oszuści, grajkowie, przestępcy i prostytutki. Michaił Bakunin uważał natomiast, że lumpenproletariat jest klasą rewolucyjną. Polityczne znaczenie rolników podzieliło lewicę. W Kapitale Marks prawie nie poruszał tego tematu, podczas gdy Mao Zedong wierzył, że to chłopi, a nie robotnicy miejscy doprowadzą do powstania rewolucji.
Wolnościowi socjaliści (w tym anarchiści) oraz niektórzy lewicowi libertarianie generalnie odrzucają koncepcję państwa i twierdzą, że społeczeństwo oparte na wolności i sprawiedliwości można osiągnąć tylko przez zniesienie autorytarnych instytucji, które kontrolują pewne środki produkcji i podporządkowują większość klasie właścicielskiej lub politycznej i ekonomicznej elicie. Krytykują niewolnictwo płacowe w miejscu pracy, podkreślając samorządność pracowników i opowiadają się za zdecentralizowaną gospodarką opartą na zasadach demokracji bezpośredniej lub uczestniczącej, kierowaną przez związki zawodowe, rady robotnicze, spółdzielnie bądź gminy, preferując przy tym własność społeczną i kontrolę lokalną. Niektórzy przedstawiciele tych szkół – jak np. Michaił Bakunin – proponowali utworzenie federacji gmin w miejsce państw.
Wśród przedstawicieli lewicy często występuje globalny ruch sprawiedliwości, znany również jako ruch antyglobalistyczny i alterglobalizacjaruch, którzy sprzeciwiają się korporacyjnej globalizacji gospodarczej ze względu na jej negatywne konsekwencje dla ubogich, pracowników, środowiska i małych przedsiębiorstw.

### Nacjonalizm, antyimperializm i antynacjonalizm
Kwestia narodowości, imperializmu i nacjonalizmu stanowiła istotny element debat politycznych w obrębie lewicy. Już w okresie rewolucji francuskiej nacjonalizm odgrywał kluczową rolę w polityce republikańskiej lewicy. Zwolennicy tego nurtu opowiadali się za nacjonalizmem obywatelskim, definiując naród jako „codzienny plebiscyt”, oparty na subiektywnej „woli wspólnego życia”.
W kontekście rewanżyzmu – rozumianego jako wojownicze dążenie do odwetu na Niemczech i odzyskania Alzacji oraz Lotaryngii – nacjonalizm bywał niekiedy przeciwstawiany imperializmowi. W latach 80. XIX wieku toczyła się intensywna debata wewnątrz francuskiej lewicy. Z jednej strony jej uczestnikami byli m.in. radykał Georges Clemenceau, socjalista Jean Jaurès oraz nacjonalista Maurice Barrès, którzy twierdzili, że kolonializm odciąga uwagę Francji od walki o „wyzwolenie błękitnej linii Wogezy” (odniesienie do Alzacji i Lotaryngii). Z drugiej strony stali reprezentanci tzw. „lobby kolonialnego”, do którego należeli m.in. Jules Ferry (z umiarkowanych republikanów), Léon Gambetta (z republikanów) oraz Eugène Etienne, przewodniczący Parlamentarnej Grupy Kolonialnej.
Po antysemickiej sprawie Dreyfusa, w wyniku której żydowski oficer Alfred Dreyfus został niesłusznie skazany za zdradę i zesłany do kolonii karnej w 1894 (został zrehabilitowany w 1906), nacjonalizm – zwłaszcza w formie bulanżyzmu – zaczął być coraz częściej utożsamiany ze skrajną prawicą.
Marksistowska teoria klas społecznych, w szczególności koncepcja internacjonalizmu proletariackiego, zakłada, że członkowie klasy pracującej powinni działać w solidarności z pracownikami innych państw, kierując się wspólnym interesem klasowym, a nie wyłącznie interesami narodowymi. Wyrazem tej idei jest hasło: „Proletariusze wszystkich krajów, łączcie się!”, będące ostatnim zdaniem Manifestu Komunistycznego.
Zgodnie z tą koncepcją, podobnie jak związki zawodowe zwiększają swoją siłę negocjacyjną wraz ze wzrostem liczby członków, tak na poziomie międzynarodowym solidarność z globalnym proletariatem miała prowadzić do wzmocnienia pozycji klasy pracującej. Internacjonalizm proletariacki był również postrzegany jako środek zapobiegający wojnom i konfliktom międzynarodowym – zakładał bowiem, że ludzie o zbieżnych interesach klasowych rzadziej prowadzą ze sobą walki, koncentrując się zamiast tego na sprzeciwie wobec burżuazji jako klasy rządzącej.
Jednocześnie Karol Marks wielokrotnie wypowiadał się na temat sprawy polskiej, uznając ją za kluczowy element walki narodów europejskich z absolutyzmem i rosyjskim despotyzmem. Już od lat 40. XIX wieku popierał ideę niepodległości Polski, szczególnie w kontekście walki z rosyjskim imperializmem, który postrzegał jako główną podporę reakcyjnego porządku w Europie. W jego ocenie odrodzenie Polski miało znaczenie strategiczne dla rewolucji demokratycznej i socjalnej na kontynencie.
Marks uważał, że Polska – jako kraj uciskany, który doświadczył rozbiorów i brutalnych represji ze strony zaborców – zasługuje na niepodległość. W jego pismach pojawiał się postulat odbudowy Polski w granicach sprzed 1772, co miało przywrócić równowagę sił w Europie Środkowo-Wschodniej i osłabić wpływy Rosji. Szczególnie po powstaniu styczniowym (1863), Marks i Engels podkreślali potrzebę wsparcia polskiej walki narodowowyzwoleńczej przez ruch robotniczy na Zachodzie, widząc w niej sojusznika dla międzynarodowej rewolucji.
W myśli marksistowskiej przeciwieństwem internacjonalizmu proletariackiego jest nacjonalizm burżuazyjny. Część teoretyków marksistowskich oraz przedstawicieli szeroko pojętej lewicy uznaje nacjonalizm, rasizm (w tym antysemityzm) oraz religię za narzędzia strategii „dziel i rządź”, stosowane przez klasy panujące w celu zapobieżenia jedności klasy robotniczej.
Ruchy lewicowe często przyjmowały również postawy antyimperialistyczne. W nurcie anarchistycznym rozwinęła się krytyka nacjonalizmu, skupiona na jego roli w legitymizowaniu oraz umacnianiu władzy państwowej i hierarchii społecznej. Nacjonalizm, jako ideologia promująca jedność, postrzegany był jako czynnik sprzyjający centralizacji terytorialnej i elitarnej, przygotowujący grunt pod kapitalistyczną eksploatację.
Zagadnienie to było szeroko analizowane w środowisku anarchistycznym – m.in. przez Rudolfa Rockera w książce Nacjonalizm a kultura oraz Fredy’ego Perlmana w publikacjach takich jak Przeciwko Historii, przeciwko Lewiatanowi i Trwający urok nacjonalizmu.
Niepowodzenie rewolucji w Niemczech i na Węgrzech w latach 1918–1920 skłoniło bolszewików do porzucenia nadziei na nieuchronną rewolucję światową i zapoczątkowało promowanie doktryny socjalizmu w jednym kraju, sformułowanej przez Józefa Stalina. W pierwszym wydaniu Podstaw leninizmu (1924) Stalin uważał, że rewolucja w jednym kraju nie wystarczy, jednak pod koniec roku zmienił zdanie, stwierdzając, że „proletariat może i musi budować socjalizm w jednym kraju”. W 1925 Nikołaj Bucharin rozwinął tę koncepcję w broszurze „Czy możemy zbudować socjalizm w jednym kraju bez zwycięstwa proletariatu Europy Zachodniej?”, a w 1926 Stalin oficjalnie ją poparł. Lew Trocki i jego zwolennicy sprzeciwiali się temu, głosząc konieczność międzynarodowej „rewolucji permanentnej” i oskarżając Stalina o zdradę ideałów rewolucji. Dziś trockistowskie grupy IV Międzynarodówki kontynuują tę tradycję, a maoistowskie Chiny oficjalnie wspierały socjalizm w jednym kraju.
Europejscy socjaldemokraci przeważnie popierają europeizm i integrację w Unii Europejskiej, choć w lewicy istnieje też nacjonalistyczna i eurosceptyczna mniejszość. Nacjonalizm lewicowy często wiąże się z krytyką neoliberalnej integracji gospodarczej i sprzeciwem wobec organizacji ponadnarodowych, a także z dążeniem do przezwyciężenia wyzysku i opresji. 
Wiele ruchów antykolonialnych w krajach Trzeciego Świata łączyło idee narodowe i socjalistyczne. Trzecioświatowość to nurt lewicowy, który podkreśla znaczenie podziału na kraje rozwinięte (Pierwszy i Drugi Świat) oraz rozwijające się (Trzeci Świat), wspierając dekolonizację i ruchy wyzwoleńcze. Jest powiązana m.in. z socjalizmem afrykańskim, islamskim socjalizmem, demokratycznym konfederalizmem, panafrykanizmem i panarabizmem. Niektóre lewicowe organizacje Trzeciego Świata, jak Zapatystowska Armia Wyzwolenia Narodowego, Abahlali baseMjondolo czy Naksalici, krytykują lewicę z krajów rozwiniętych za paternalizm i rasizm wobec ich ruchów.

#### Polska lewica a patriotyzm

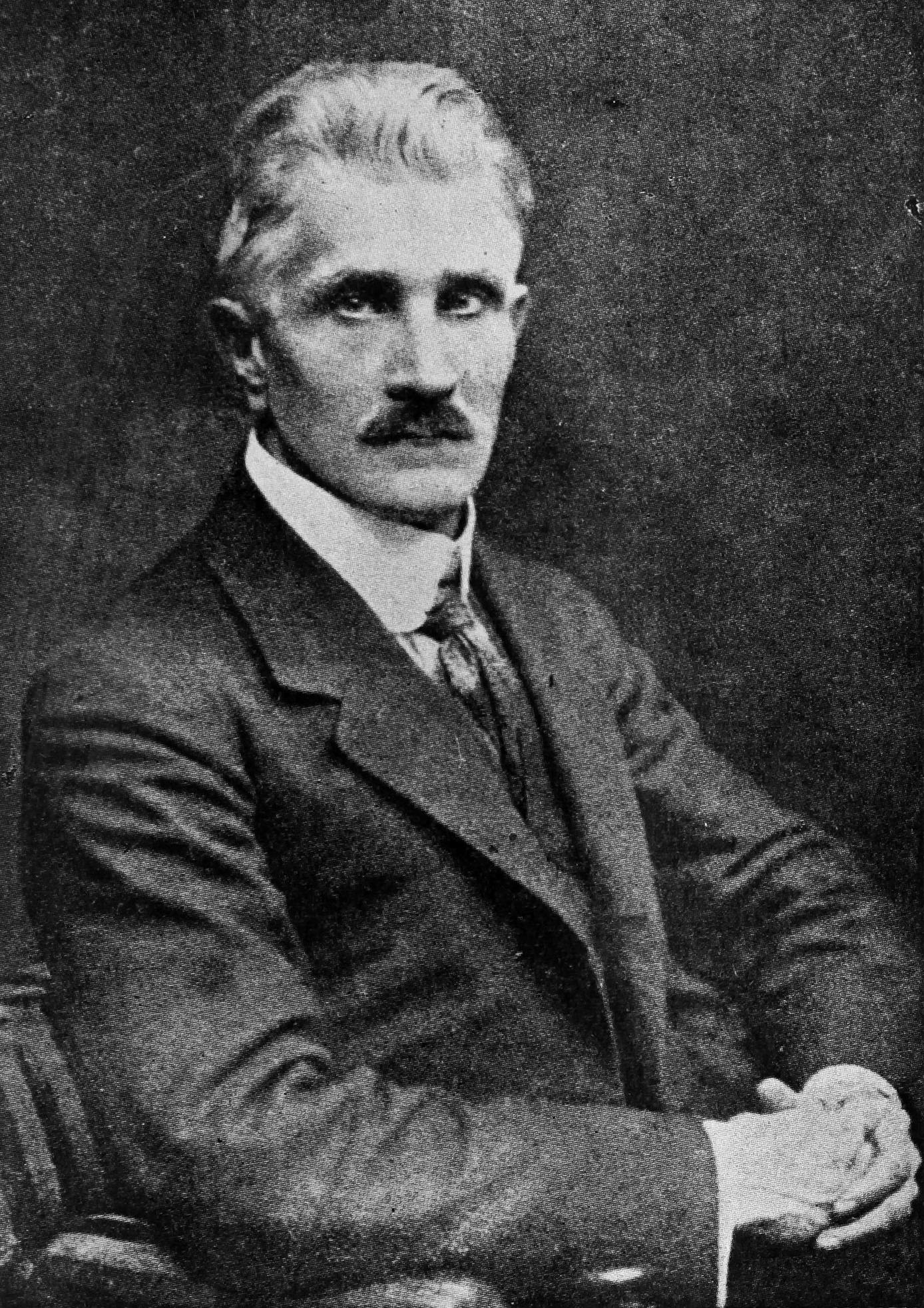
Ignacy Daszyński, jeden z liderów Polskiej Partii Socjalistycznej, która łączyła idee patriotyczne z socjalistycznymi.

Polska lewica historycznie łączyła w sobie elementy patriotyzmu i nacjonalizmu obywatelskiego z dążeniem do sprawiedliwości społecznej i emancypacji klasy pracującej. Już w okresie po powstaniu listopadowym aktywną rolę odgrywało Towarzystwo Demokratyczne Polskie (TDP), które promowało egalitarne idee i aktywny udział ludu w walce o niepodległość. Pokolenie działaczy TDP postulowało powstanie oparte na zaangażowaniu wszystkich warstw społecznych oraz radykalne reformy społeczne. Pod koniec XIX wieku, partie takie jak Polska Partia Socjalistyczna (PPS) kładły nacisk na walkę o niepodległość Polski, łącząc ją z ideą walki klasowej i socjalizmu. Dla PPS patriotyzm był ważnym elementem, ale rozumianym jako solidarność obywatelska i walka o suwerenność narodową, a nie nacjonalizm etniczny czy wykluczający.
PPS, założona w 1892, odegrała kluczową rolę w kształtowaniu relacji między lewicą a patriotyzmem na ziemiach polskich. PPS łączyła walkę o niepodległość narodową z programem socjalistycznym, głosząc hasło „socjalizm i niepodległość”. Partia odrzucała zarówno imperialistyczny podział Polski między zaborcami, jak i kapitalistyczną wyzysk pracowników.
Liderzy PPS, tacy jak Józef Piłsudski, Ignacy Daszyński i Bolesław Limanowski, podkreślali, że niepodległość Polski jest niezbędnym warunkiem realizacji postulatów społecznych i robotniczych. PPS uważała, że emancypacja klasy pracującej musi iść w parze z odzyskaniem suwerenności państwowej, co odróżniało ją od części lewicowych nurtów internacjonalistycznych, które skupiały się wyłącznie na kwestiach klasowych.
W czasie walki o niepodległość w okresie I wojny światowej oraz w latach 1918–1921, PPS aktywnie angażowała się zarówno w działania zbrojne, jak i polityczne, mające na celu odbudowę suwerennego państwa polskiego. Po odzyskaniu niepodległości partia kontynuowała działalność na rzecz praw pracowniczych, łącząc patriotyzm z ideą solidarności społecznej i sprawiedliwości społecznej.
W okresie PRL polska lewica patriotyczna była represjonowana, jednak jej tradycje kontynuowały środowiska opozycyjne i emigracyjne. Po 1989 polska lewica podejmowała refleksję nad znaczeniem patriotyzmu, odrzucając nacjonalizm, lecz podkreślając znaczenie solidarności społecznej, równości i troski o dobro wspólne jako współczesnych form wyrazu postawy patriotycznej. Obecnie do idei historycznej lewicy patriotycznej odwołuje się m.in. partia Razem.

### Środowisko naturalne
Jednym z czołowych myślicieli lewicowych był Thomas Paine, jeden z pierwszych autorów, którzy – odkąd terminy „lewica” i „prawica” nabrały znaczenia politycznego – opisali ideę wspólnej własności świata przez całą ludzkość. Poglądy te wyraził w dziele Agrarian Justice. Z tego przekonania wynika znaczna część lewicowej refleksji i literatury dotyczącej środowiska naturalnego, opierającej się na założeniu, że wspólna własność nakłada na ludzi obowiązek troski o Ziemię. Zasada ta obecna jest w dużej części późniejszej myśli i literatury lewicowej, choć nie brakowało sporów dotyczących jej interpretacji. Karol Marks oraz wczesny filozof i teoretyk socjalizmu William Morris wyrażali wyraźne zainteresowanie kwestiami środowiskowymi. Karol Marks w III tomie Kapitału napisał: „Nawet całe społeczeństwo, cały naród, ba, wszystkie istniejące społeczeństwa wzięte razem nie są właścicielami ziemi. Są tylko jej posiadaczami, użytkownikami i jako boni patres familias [dobrzy ojcowie rodziny] mają obowiązek pozostawienia jej w udoskonalonym stanie następnym pokoleniom”.
Po rewolucji październikowej naukowcy tacy jak rewolucjonista Aleksander Bogdanow oraz organizacja Proletkult podejmowali próby włączenia idei ochrony środowiska do ideologii bolszewickiej, dążąc do „zintegrowania produkcji z prawami i ograniczeniami natury” w pierwszej dekadzie władzy radzieckiej. Jednak za rządów Józefa Stalina ekologia jako dziedzina nauki została zaatakowana, ekolodzy poddani represjom, a na miejsce naukowych koncepcji promowano pseudonaukowe teorie Trofima Łysenki – aż do śmierci Stalina w 1953. Podobnie Mao Zedong odrzucał idee ochrony środowiska, uznając, że zgodnie z prawami materializmu historycznego cała przyroda musi zostać podporządkowana celom rewolucji.
Od lat 70. XX wieku kwestie ekologiczne stały się coraz istotniejszym elementem agendy lewicy. Ruchy społeczne oraz część związków zawodowych prowadziły kampanie na rzecz ochrony środowiska. W Australii lewicowa Builders Labourers Federation, kierowana przez komunistę Jacka Mundy’ego, połączyła siły z ruchami ekologicznymi, wprowadzając tzw. green bans – blokady inwestycji niszczących środowisko. Niektóre nurty socjalistyczne i marksistowskie świadomie łączyły ekologię z antykapitalizmem, tworząc nurt ekosocjalizmu. Barry Commoner sformułował lewicową odpowiedź na raport Granice wzrostu, który przewidywał katastrofalne wyczerpanie zasobów naturalnych i przyczynił się do wzrostu zainteresowania ochroną środowiska. Commoner dowodził, że główną przyczyną degradacji środowiska nie jest presja demograficzna, lecz technologie kapitalistyczne. Niszczenie środowiska bywa także postrzegane jako problem klasowy i kwestia sprawiedliwości społecznej, gdyż jego skutki najbardziej dotykają ubogie społeczności i kraje rozwijające się.
Wiele ugrupowań lewicowych i socjalistycznych wyraźnie podkreśla znaczenie ochrony środowiska, a w niektórych partiach zielonych widoczna jest silna obecność nurtów socjalistycznych. Partia Zielonych Anglii i Walii posiada frakcję Green Left, powstałą w czerwcu 2005, której członkowie zajmowali istotne stanowiska w partii, w tym byli mówcy główni – Siân Berry i Derek Wall, będący zarazem ekosocjalistą i marksistowskim akademikiem. W Europie ugrupowania zielonej lewicy, takie jak Grupa Lewicy w Parlamencie Europejskim – GUE/NGL, łączą tradycyjne wartości socjaldemokratyczne – jak dążenie do większej równości ekonomicznej i praw pracowniczych – z postulatami ochrony środowiska. Evo Morales, demokratyczno-socjalistyczny prezydent Boliwii, łączy degradację środowiska z kapitalistycznym konsumpcjonizmem, stwierdzając: „[z]iemia nie ma dość zasobów, aby Północ mogła żyć coraz lepiej i lepiej, ale ma dość, aby wszyscy mogli żyć dobrze”. Podobne stanowisko prezentowali m.in. James Hansen, Noam Chomsky, Raj Patel, Naomi Klein, The Yes Men oraz Dennis Kucinich.
W kwestii przeciwdziałania zmianom klimatycznym lewica jest podzielona co do sposobów skutecznego i sprawiedliwego ograniczania emisji dwutlenku węgla. Centrolewica zazwyczaj opowiada się za mechanizmami rynkowymi, takimi jak handel emisjami czy podatek węglowy, natomiast bardziej radykalna lewica postuluje bezpośrednią regulację i interwencję państwa przy jednoczesnym zachowaniu sprawiedliwości społecznej – na przykład w ramach programu Green New Deal – obok lub zamiast narzędzi rynkowych.

### Religia

#### Antyklerykalizm
Oryginalna francuska lewica była zdecydowanie antyklerykalna, stanowczo sprzeciwiając się wpływom Kościoła rzymskokatolickiego oraz popierając ateizm i rozdział Kościoła od państwa, co dało początek polityce znanej jako laïcité (świeckość). Karol Marks stwierdził, że „religia jest westchnieniem uciśnionego stworzenia, sercem nieczułego świata, jest duszą bezdusznych stosunków. Religia jest opium ludu”. W Rosji Radzieckiej bolszewicy pod wodzą Włodzimierza Lenina początkowo przyjęli ideologiczną zasadę głoszącą, że wszelka religia ostatecznie zaniknie, i postanowili zlikwidować zorganizowane chrześcijaństwo oraz inne instytucje religijne. W 1918 dziesięciu hierarchów Rosyjskiego Kościoła Prawosławnego zostało rozstrzelanych, a dzieciom zabroniono pobierania jakiejkolwiek religijnej edukacji poza domem.

#### Chrześcijaństwo

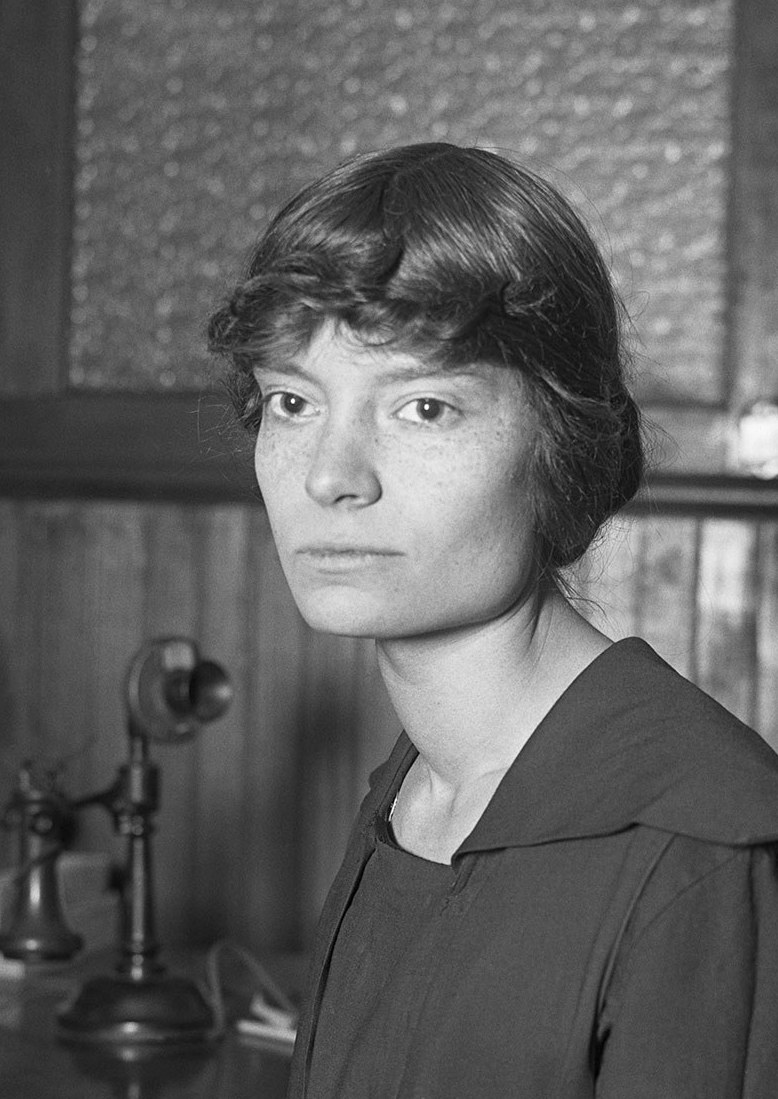
Dorothy Day, Służebnica Boża Kościoła katolickiego, współzałożycielka Catholic Worker Movement

Współcześnie na Zachodzie środowiska lewicowe zazwyczaj opowiadają się za sekularyzacją życia publicznego oraz rozdziałem Kościoła od państwa. Należy jednak zauważyć, że przekonania religijne były i nadal są istotnym elementem wielu ruchów lewicowych, takich jak ruch progresywny, ruch ewangelii społecznej, ruch praw obywatelskich, ruchy antywojenne, kampanie przeciwko karze śmierci oraz teologia wyzwolenia. Wczesne utopijne koncepcje socjalistyczne formułowane przez myślicieli takich jak Robert Owen, Charles Fourier czy Henri de Saint-Simon opierały się na zasadach chrześcijańskich. Między innymi socjaliści chrześcijańscy uważają, że szereg postulatów tradycyjnie kojarzonych z ideologią lewicową – takich jak pacyfizm, sprawiedliwość społeczna, równość rasowa, prawa człowieka czy sprzeciw wobec kapitalizmu i nadmiernej koncentracji bogactwa – znajduje odzwierciedlenie w treściach biblijnych.
Niektórzy postrzegają pierwotne chrześcijaństwo, opisane w Dziejach Apostolskich, jako wczesną formę komunizmu i socjalizmu religijnego. Według tego poglądu komunizm był po prostu chrześcijaństwem w praktyce, a Jezus był pierwszym komunistą.
W XXI wieku chrześcijańska lewica funkcjonuje przede wszystkim w strukturach socjaldemokratycznych i progresywnych ruchach politycznych – szczególnie w Europie i Ameryce Łacińskiej. Przykładem jest International League of Religious Socialists (ILRS), który opowiada się za interwencjonistycznym państwem opiekuńczym przy jednoczesnym zakorzenieniu w chrześcijańskiej tradycji moralnej.
W USA oraz Ameryce Łacińskiej rozwija się ewangeliczna lewica, łącząca ortodoksyjne przekonania teologiczne (inkarnacja, literalne Pismo Święte), z postulatami progresywnymi. W USA przez wiele lat działał również Catholic Worker Movement, czyli ruch autonomicznych wspólnot katolików i ich zwolenników założony przez Dorothy Day i Petera Maurina.
W kwestiach bioetycznych takie środowiska – mimo swojej lewicowej ekonomii – często zajmują konserwatywne stanowiska: opowiadają się za świętością życia, przeciwstawiają się aborcji i eutanazji.
W Polsce lewica chrześcijańska obecna była już pod koniec XVIII wieku, szczególnie w czasie i po insurekcji kościuszkowskiej w 1794. Wśród polskich emigrantów działających w Wielkiej Brytanii, szczególnie w Portsmouth i na Jersey, powstały Gromady Ludu Polskiego – organizacje polityczne, które łączyły odwołania religijne z postulatem sprawiedliwości społecznej. Manifesty (m.in. Do ludu polskiego na rod zinnej ziemi) tych grup podkreślały chrześcijańskie zasady równości, braterstwa i wspólnoty majątkowej, postulując zniesienie nierówności społecznych i wspólne zarządzanie ziemią jako własnością Boga. 
W okresie międzywojennym PPS z jednej strony domagała się świeckiego państwa i protestowała przeciwko konkordatowi, z drugiej jednak unikała jawnej walki z religią. Czołowi publicyści PPS, tacy jak Mieczysław Niedziałkowski, odcinali się od ateistycznego fanatyzmu, deklarując szacunek wobec przekonań religijnych obywateli. Podobnie Kazimierz Czapiński, który chociaż prezentował jawną postawę antyklerykalną, to przestrzegał przed walką z religią czy chrześcijaństwem jako takim. Elementy lewicy chrześcijańskiej były obecne w działalności księży Stanisława Stojałowskiego (w początkowym okresie), Eugeniusza Okonia, Andrzeja Huszno i Henryka Hlebowicza, później w stowarzyszeniach katolików świeckich w PRL (Stowarzyszenie „Pax”, Chrześcijańskie Stowarzyszenie Społeczne). Współcześnie do idei lewicy chrześcijańskiej nawiązuje środowisko skupione wokół pisma „Kontakt” czy partia będąca kiedyś w koalicji rządzącej – Samoobrona Rzeczpospolitej Polskiej. 

#### Islam
Lewica muzułmańska obejmuje różnorodne nurty łączące wartości sprawiedliwości społecznej, antyimperializmu i redystrybucji z inspirowaną islamem etyką polityczną i duchową. W Iranie kluczową postacią był Ali Szari’ati – socjolog i intelektualista, który integrował marksistowską analizę społeczno-ekonomiczną z ideami koranicznymi i sziycką tradycją, tworząc tzw. „islamski socjalizm” . Jego wizja „bezklasowej wspólnoty monoteistycznej” i koncepcja tauhid jako fundamentu jednoczenia marksizmu z islamem uczyniły z niego ikonę lewicy religijnej
W XXI w. w Turcji działa m.in. organizacja Antykapitalistyczni Muzułmanie, która opowiada się za duchową formą socjalizmu, wierząc, że nauki Koranu i Mahometa są nie tylko zgodne z lewicowymi zasadami równości i redystrybucji, ale aktywnie je promują. Natomiast w środowisku akademickim i publicystycznym rozwija się też szersza refleksja nad „lewacką” reinterpretacją islamu – w duchu myślicieli takich jak Hassan Hanafi, który proponuje między innymi „trzecią drogę” łączącą wartości islamskie i socjalistyczne.

#### Buddyzm
Socjalizm dhammiczny, myśli politycznej i społecznej opowiadający się za realizacją idei socjalistycznych na gruncie zasad buddyzmu. Zarówno buddyzm, jak i socjalizm dążą do przezwyciężenia cierpienia poprzez analizę jego warunków i eliminację podstawowych przyczyn – za pomocą praktyki. Oba systemy zakładają również konieczność przemiany świadomości jednostki – odpowiednio duchowej i politycznej – aby położyć kres ludzkiej alienacji i egoizmowi.
Do przedstawicieli lub zwolenników socjalizmu buddyjskiego zaliczani są m.in.: Buddhadasa, Bhimrao Ramji Ambedkar, Solomon Bandaranaike, Han Yong-un, Girō Senoo, U Nu, Uchiyama Gudō oraz Norodom Sihanouk.
Buddhadasa ukuł termin „socjalizm dhammiczny”, który rozumiał jako naturalny stan rzeczy – istnienie wszystkich bytów w jednym, współzależnym systemie. Z kolei Han Yong-un uważał, że równość stanowi jedną z podstawowych zasad buddyzmu. W opublikowanym w 1931 wywiadzie deklarował chęć rozwinięcia idei buddyjskiego socjalizmu:

Ostatnio planuję pisać o socjalizmie buddyjskim. Tak jak istnieje socjalizm chrześcijański jako system idei w ramach chrześcijaństwa, tak samo powinien istnieć socjalizm buddyjski w ramach buddyzmu.

Tenzin Gjaco, czternasty Dalajlama Tybetu, w jednym z wystąpień stwierdził:

Spośród wszystkich współczesnych teorii ekonomicznych, system ekonomiczny marksizmu oparty jest na zasadach moralnych, podczas gdy kapitalizm skupia się jedynie na zysku i rentowności. [...] Upadek reżimu w byłym Związku Radzieckim nie był dla mnie porażką marksizmu, lecz porażką totalitaryzmu. Z tego powodu nadal uważam się za półmarksistę, półbuddystę.